# Kiełcznica (dopływ Ścinawy Niemodlińskiej)
Kiełcznica – potok, lewostronny dopływ Ścinawy Niemodlińskiej o długości 7,54 km i powierzchni zlewni 32,8 km².
Potok płynie w województwie opolskim, przez Wierzbie, Kuźnicę Ligocką i Przechód. Jego dopływami są: Krzywda, Wierzbiański Rów oraz Osadnica.
Zlewnia potoku znajduje się na obszarze dwóch gmin: Łambinowice oraz Korfantów. Gęstość sieci rzecznej w dolinie potoku Kiełcznica dochodzi do 1,75 km/km². Szerokość dolinki Kiełcznicy wynosi maksymalnie 0,5–0,7 km. Źródło na wysokości 200 m n.p.m., ujście do Ścinawy Niemodlińskiej na wysokości 188,5 m n.p.m.
- Przepływ średni niski = 0,107 m³/s
- Przepływ średni roczny = 0,404 m³/s.

Dolina potoku stanowi najważniejszy międzygminny korytarz ekologiczny dla gmin Łambinowice i Korfantów. W jej obszarze znajduje się m.in. największe torfowisko przejściowe Opolszczyzny. Obecnie jest to planowany rezerwat przyrody – Topiel (Kwiczalnia). Nazwa potoku pojawiła się po raz pierwszy dopiero 17 lipca 1951 roku w wykazie wód dorzecza Odry i Łaby. Nazwa Kiełcznica pochodzi od gwarowego określeniakiełcz - chojak - świerk (sosna). Pochodzenie słowa kiełcz wiąże się też z „karczem”, czyli z pniakiem z korzeniami po ścięciu drzewa, lub z karczowiskiem.